# Keep It Hid
Keep It Hid est le premier album solo du guitariste du groupe américain The Black Keys, Dan Auerbach.

## Historique
Il a été enregistré dans les propres studios de Dan Auerbach à Akron dans l'Ohio et sorti sur le label Nonesuch Records. La majorité des titres figurant sur cet album ont été composés lors de l'enregistrement et la tournée suivant la sortie de l'album des Black Keys, Attack and Release.
Les musiciens figurant sur cet album font partie des amis et de la famille de Dan Auerbach. Son oncle James Quine joue de la guitare et fait les chœurs sur la chanson, Street Walkin. Le titre Whispered Words est une composition original du père de Dan, Charles Auerbach.
Le titre Goin' Home sera utilisé comme bande son pour le documentaire vidéo réalisé par l'Organisation des Nations unies dénonçant le déplacement des populations dans l'est du Congo.
L'album atteindra la première place du classement du Top Heatseekers et la 101e du Billboard 200 aux États-Unis.

## Liste des titres
Toutes les chansons sont écrites et composées par Dan Auerbach, sauf indication contraire.
| No  | Titre                         | Auteur                         | Durée |
| --- | ----------------------------- | ------------------------------ | ----- |
| 1.  | Trouble Weighs a Ton          |                                | 2:19  |
| 2.  | I want Some More              | Wayne Carson Thompson          | 3:49  |
| 3.  | Heartbroken, In Disrepair     |                                | 3:21  |
| 4.  | Because I Should              | Dan Auerbach, Mark Neill       | 0:53  |
| 5.  | Whispered Words (Pretty Lies) | Charles Auerbach               | 4:06  |
| 6.  | Real Desire                   |                                | 4:26  |
| 7.  | When the Night Comes          | Charles Auerbach, Dan Auerbach | 4:11  |
| 8.  | Mean Monsoon                  |                                | 3:47  |
| 9.  | The Prowl                     |                                | 3:18  |
| 10. | Keep It Hid                   |                                | 3:41  |
| 11. | My Last Mistake               |                                | 3:14  |
| 12. | When I Left the Room          |                                | 4:02  |
| 13. | Street Walkin                 |                                | 4:39  |
| 14. | Goin' Home                    |                                | 4:57  |

## Musiciens
- Dan Auerbach: chant, guitares, basse, batterie, claviers.
- Bob Cesare: batterie, percussion sur les titres 2, 3, 5 et de 8 à 13, guitare rythmique sur Goin'Down.
- James Quine: guitare rythmique (Mean Moonson & Street Walkin), chœurs (Trouble Weighs a Ton & Heartbroken, In Disrepair).
- Dave Hudlestone: contrebasse sur Whispered Words.
- Rob Thorsten: contrebasse sur Mean Monsoon.
- Jessica Lea Mayfield: chœurs sur When the Night Comes
- Mark Neill: maracas sur Heartbroken,...

## Charts
| Pays         | Chart              | Durée du classement | Meilleur classement |
| ------------ | ------------------ | ------------------- | ------------------- |
| Belgique (V) | Ultratop           | 4 semaines          | 66e                 |
| États-Unis   | Billboard 200      | 5 semaines          | 101e                |
| États-Unis   | Heatseekers albums | 11 semaines         | 1er                 |